# Maniac Mansion (série télévisée)
Pour le jeu vidéo original, voir Maniac Mansion.
Maniac Mansion est une sitcom canadienne de science-fiction humoristique créée par Eugene Levy et diffusée sur YTV et Freeform de 1990 à 1993. En France, la série était diffusée sur France 3 dans Les Minikeums, sous le nom de Une maison de fous. La série est librement inspirée du jeu vidéo Maniac Mansion publié par LucasArts en 1987. Bien qu’elle soit co-produite par le studio, elle ne partage que peu de points communs avec le jeu. Lors de sa diffusion, elle est plutôt bien reçue par les critiques, le Time Magazine la désignant comme une des meilleures séries de l’année,.